# Kyaw Hla Aung
U Kyaw Hla Aung (Sittwe, Birmania británica; 16 de agosto de 1940-Rangún, 1 de agosto de 2021) fue un abogado birmano y activista de derechos civiles y miembro de la comunidad rohingya.

## Biografía
Kyaw Hla Aung nació en Sittwe, capital del estado de Rakhine, Birmania, Raj británico, como hijo de un funcionario del gobierno. Creció y obtuvo su educación en Sittwe y comenzó a trabajar como secretario judicial y taquígrafo en 1960. Motivado por la injusticia que vio, dejó su trabajo y comenzó a formarse como abogado, graduándose en 1982.
En 1986, cuando el gobierno de Myanmar comenzó a confiscar la tierra de los rohingya, Aung representó a un grupo de agricultores rohingya y escribió una carta de apelación. En represalia, fue detenido y pasó dos años en prisión en Rangún. A raíz de las protestas de 1988, pudo salir de la cárcel y regresar a Sittwe. Fue cofundador del "Partido Nacional Democrático por los Derechos Humanos" y fue seleccionado como candidato a las elecciones de 1990 . Para evitar su candidatura, fue detenido nuevamente y condenado a catorce años de prisión. 
En 1997 fue liberado en el curso de una amnistía, pero posteriormente fue arrestado repetidamente. Su casa fue arrasada en el curso del conflicto rohingya y desde 2018 vivía en el campo de internamiento de Thet Kae Pyin en las afueras de Sittwe, donde era uno de los líderes del campo.
El principal objetivo de su activismo ha sido organizar el acceso a la atención médica y la educación para la comunidad rohingya y crear conciencia sobre el conflicto. En 2018, Aung ganó el Premio Aurora al Despertar de la Humanidad. En 2019, fue incluido en la lista de la revista Fortune de "Líderes más grandes del mundo en el rango 28. La oficina de correos de Armenia le dedicó un sello en 2019.
Aung estaba casado y tenía siete hijos. Murió en Botahtaung, Rangún, donde se había mudado del campo de refugiados para recibir tratamiento médico.